# Добрешть (Арджеш)
Добрешть, Добрешті (рум. Dobrești) — село у повіті Арджеш в Румунії. Входить до складу комуни Добрешть.
Село розташоване на відстані 96 км на північний захід від Бухареста, 23 км на північний схід від Пітешть, 126 км на північний схід від Крайови, 85 км на південний захід від Брашова.

## Населення
За даними перепису населення 2002 року у селі проживали 976 осіб, з них 975 осіб (99,9%) румунів. Рідною мовою 975 осіб (99,9%) назвали румунську.